# 1417 en musique classique
| \| • Retour à la chronologie générale de la musique classique • \| |
| Grèce • Rome • Haut Moyen Âge • VIIIe siècle • IXe siècle • Xe siècle • XIe siècle XIIe siècle • XIIIe siècle • XIVe siècle • XVe siècle • XVIe siècle • XVIIe siècle XVIIIe siècle • XIXe siècle • XXe siècle • XXIe siècle |
| • Retour à la chronologie générale de la musique classique • |

| Années en musique classique : 1414 - 1415 - 1416 - 1417 - 1418 - 1419 - 1420    |
| Décennies en musique classique : 1380 - 1390 - 1400 - 1410 - 1420 - 1430 - 1440 |

## Événements
- Guillaume Dufay participe, dans la suite de l'évêque de Cambrai, au Concile de Constance où il rencontre le Prince Carlo I Malatesta qui l'engage à la cour de Rimini.